# Rimac Nevera
La Rimac Nevera (chiamata precedente Rimac C_Two) è una vettura elettrica prodotta dalla casa automobilistica croata Rimac Automobili a partire dal 2021.

## Profilo e contesto
Svelata al Salone dell'automobile di Ginevra 2018, la Nevera è la seconda vettura della casa produttrice, dopo la Rimac Concept One. La carrozzeria è stata disegnata dal croato Adriano Mudri.
Rimac ha previsto la produzione di 150 esemplari ed è impegnata nell'atto di omologazione per il mercato mondiale. Inizialmente era stato previsto che le prime vetture sarebbero state consegnate ai proprietari nel 2020. L'azienda ha dichiarato che tutti i 150 esemplari erano stati prenotati dopo 3 settimane dalla presentazione ufficiale, ma al 2024 ne sono state consegnate solo circa 50.

## Caratteristiche tecniche
La Nevera presenta 4 motori elettrici, uno per ogni ruota, raffreddati a liquido, abbinati a due trasmissioni diverse: due cambi monomarcia all'anteriore e due cambi al posteriore dotati di due marce. La velocità massima stimata è di 415 km/h grazie ad una potenza di 1408 kW (1914 CV; 1888 hp) e una coppia di 2300 N⋅m; l'autovettura sarà in grado di accelerare da 0 a 100 km/h in 1,97 secondi, rendendola una delle automobili più veloci del mondo. A detta del costruttore, la Nevera ha un'autonomia di 647 chilometri, basandosi sul ciclo NEDC e sarà in grado di percorre due giri del Nürburgring senza subire un deterioramento delle prestazioni. La vettura sarà compatibile con la guida autonoma al quarto livello che implica un grado di automazione quasi totale. Ciò sarà possibile grazie ad 8 telecamere, un sistema lidar, 6 radar e 12 sensori ad ultrasuoni Grazie al sistema di ricarica a 250 kW, la vettura impiega 30 minuti per ricaricare le batterie da 120 kWh dell'80% Le portiere convenzionali presenti sulla vettura che l'ha preceduta, sono sostituite da portiere con apertura "a farfalla". Il peso di 1975 kg garantisce un rapporto peso potenza di 0,97 CV/kg e il Cx è di 0,28.